# 兴隆镇 (自贡市)
兴隆镇，是中华人民共和国四川省自贡市沿滩区下辖的一个乡镇级行政单位。

## 行政区划
兴隆镇下辖以下地区：
兴隆场社区、沙田村、陈湾村、留永村、卫星村、桃山村、舒滩村、光辉村和先锋村。